# 岩井通
岩井通（いわいどおり）は、愛知県名古屋市中区の地名。

## 歴史

### 沿革
- 1936年（昭和11年）1月1日 - 中区のうち、岩井町・鶯谷町・裏門前町・春日町・金沢町・上日置町・上堀川町・上前津町・下堀川町・常盤町・西角町・西脇町・門前町の各一部を岩井通として編成[1]。
- 1944年（昭和19年）5月15日 -　裏門前町・門前町の各一部を編入[4]。また、一部が上前津町に編入された[5]。
- 1969年（昭和44年）10月21日 - 住居表示実施に伴い、1・2丁目の各一部が大須一丁目、2・3丁目の各一部が大須二丁目、3〜5丁目の各一部が大須三丁目、5丁目の一部が大須四丁目にそれぞれ編入される[1]。
- 1974年（昭和49年）5月11日 - 住居表示実施に伴い、1〜3丁目の各一部が松原一丁目、3・4丁目の各一部が門前町、4・5丁目の各一部が上前津一丁目、5丁目の一部が上前津二丁目にそれぞれ編入された[1]。残存部分は堀川のみ[4]。